# Tankard
Tankard je německá thrashmetalová kapela. Založili ji Frank Thorwarth, Andreas Geremia, Bernhard Rapprich, Axel Katzmann a Oliver Werner v roce 1982 pod názvem Vortex. Spolu s kapelami Sodom, Kreator a Destruction jsou neoficiálně označováni za „velkou čtyřku“ německého thrash metalu -  tzv. The Big Teutonic Four. Skladby Tankard pojednávají převážně o alkoholu. Název Tankard znamená korbel.
V roce 1994 založili členové kapely boční projekt nazvaný Tankwart, kde realizovali metalové a punkové coververze různých německých šlágrů. Vyšla dvě alba: Aufgetankt (1994) a Himbeergeist zum Frühstück (1996).

## Diskografie

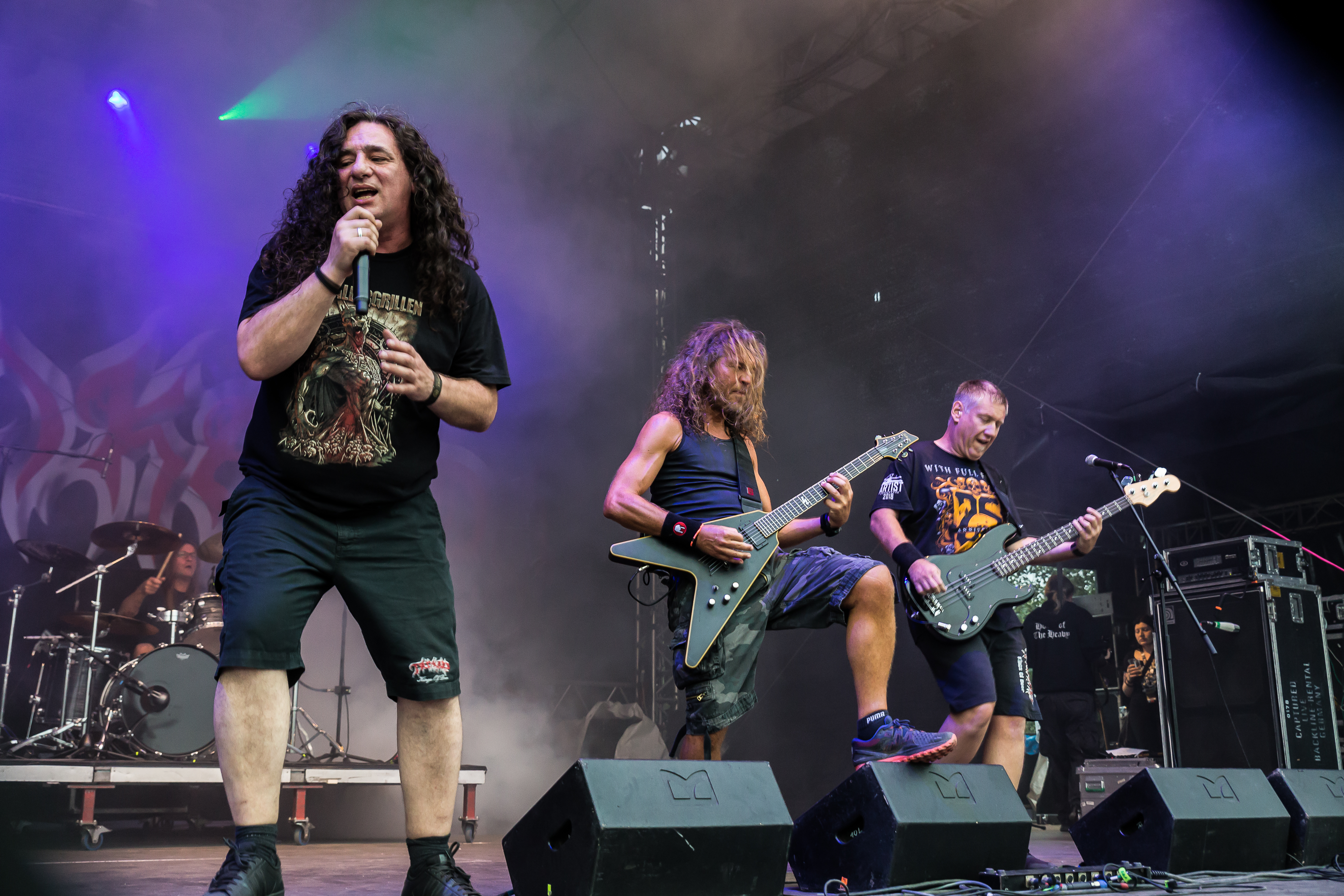
Tankard v roce 2018

Studiová alba
- Zombie Attack (1986)
- Chemical Invasion (1987)
- The Morning After (1988)
- The Meaning of Life (1990)
- Stone Cold Sober (1992)
- Two-Faced (1994)
- The Tankard (1995)
- Disco Destroyer (1998)
- Kings of Beer (2000)
- B-Day (2002)
- Beast of Bourbon (2004)
- The Beauty and the Beer (2006)
- Thirst (2008)
- Vol(l)ume 14 (2010)
- A Girl Called Cerveza (2012)
- R.I.B. (2014)
- One Foot in the Grave (2017)
- Pavlov´s Dawgs (2022)

## Členové
- Andreas Geremia – zpěv (1982–dosud)
- Frank Thorwarth – baskytara (1982–dosud)
- Andy Gutjahr – kytara (1999–dosud)
- Olaf Zissel – bicí (1994–dosud)

## Bývalí členové
- Andy Boulgaropoulos – kytara (1982–1998)
- Bernhard Rapprich – kytara (1982)
- Arnulf Tunn – bicí (1989–1993)
- Axel Katzmann – kytara (1982–1995)
- Oliver Werner – bicí (1982–1989)